# Leucopogon cryptanthus
Leucopogon cryptanthus är en ljungväxtart som beskrevs av George Bentham. Leucopogon cryptanthus ingår i släktet Leucopogon och familjen ljungväxter. Inga underarter finns listade i Catalogue of Life.